# آب‌دار (ترانه دوجا کت)
«آب‌دار» (به انگلیسی: Juicy) ترانه‌ای از رپر و خوانندهٔ آمریکایی دوجا کت می‌باشد که در ۱ مارس ۲۰۱۹ منتشر شد و در نسخهٔ دیلاکس اولین آلبوم استودیویی وی امالا قرار گرفت. ریمیکسی با حضور رپر آمریکایی تایگا به‌عنوان تک‌آهنگ اصلی از دومین آلبوم استودیویی او هات پینک در ۱۵ اوت ۲۰۱۹ منتشر گردید. این آهنگ توسط دوجا کت به‌همراه لیدیا اسرت نوشته و توسط یتی بیتس و دکتر لوک، تحت نام مستعارش تایسون تراکس، تهیه شد.

## ریمیکس تایگا
ریمیکسی از «آب‌دار» به‌همراه رپر آمریکایی تایگا در ۱۵ اوت ۲۰۱۹ منتشر شد. این ریمیکس تک‌آهنگ اصلی دومین آلبوم استودیویی دوجا کت هات پینک (۲۰۱۹) است و وارد نمودارهای ایالات متحده، بریتانیا، نیوزلند و کانادا شد. تایگا یکی از نویسندگان اضافی این ترانه می‌باشد.